# Laura non c'è
«Laura non c'è» es una canción pop-rock del italiano Nek. Fue lanzada como el primer sencillo de su cuarto álbum, Lei, gli amici e tutto il resto (1997) y un gran éxito en Italia, Europa y América Latina. La canción fue presentada por Nek en el Festival de la Canción de San Remo en 1997.

## Historia
«Laura non c'è» es una canción que fue compuesta por el italiano Nek (Filippo Neviani), Massimo Varini y Antonello De Sanctis. Fue el cuarto sencillo del álbum Lei, gli amici e tutto il resto.
Por su parte, la versión en español, Laura no está, fue compuesta por Nuria y Raquel Díaz Reguera y fue el primer sencillo del primer álbum en español de Nek de 1997, titulado Nek.
La historia de la canción trata sobre un joven que lucha por olvidar un amor del pasado y está dedicada a una tercera persona, tal vez su relación actual. La canción fue definida por Nek como una historia autobiográfica. El nombre de Laura surge por una relación que tuvo Filippo en el pasado. También afirma que, aunque no estaba sufriendo por ella al momento de componer, sí la tenía muy presente en su memoria.

## Vídeoclip
El video, dirigido por Riccardo Struchil y producido por Groucho film de Milán, inicia con un árbol de lámparas que descubre detrás al artista con apariencia de profunda tristeza y claramente derrotado, en la primera parte alterna a dos mujeres la primera de ellas quien demuestra una fuerte atracción física hacia Nek aparece tendida en un sofá de color rojo con el protagonista evidenciando que llevan una relación bastante pasional y mediocre con la cual Nek aún no puede olvidar a Laura; la segunda mujer es mucho más comprensiva y cariñosa, ella le lleva a Nek un tazón de cerezas en actitud de consuelo pero el cantante las arroja junto a los adornos de metal que estaban sobre la mesa debido a que no podía sacar los pensamientos sobre su tormentoso amor del pasado y no encontraba calma en su relación actual (en la versión original -italiano- Nek arroja el tazón cuando comprende que probablemente Laura esta con otro hombre en ese momento).
Al final del video aparece una tercera mujer con apariencia fantasmal probablemente la representación de Laura que vive en la cabeza del protagonista, esta mujer juega una partida de ajedrez con el cantante simbolizando quizá una lucha entre Nek y el fantasma de Laura que por el contexto de la canción, lógicamente triunfara la segunda. El video cierra con el protagonista evidentemente dolido mientras que la cámara se oculta detrás del mismo árbol de luces que aparece en la primera imagen.

## La película homónima
En abril de 1998 se estrenó en los cines la película Laura non c'è, protagonizada por Gigliola Aragozzini, hija de Adriano, organizador del Festival de San Remo de 1989 a 1993, para la que Nek escribió la banda sonora y en la que interpretó el papel final de un dibujante de cómics.

## Lista de canciones
| Sencillo en CD |                 |          |  |
| N.º            | Título          | Duración |  |
| 1.             | «Laura non c'è» | 3:46     |  |
| 2.             | «Laura non c'è» | 3:58     |  |

## Otras versiones
En España y Latinoamérica se lanzó la versión en español («Laura no está»), siendo su mayor éxito en países hispanohablantes como España, México y Argentina. También lanzó una versión en inglés de la canción en el Reino Unido («Laura is away»), la canción logró llegar al número 59 en el UK Singles Chart. Más tarde, lanzó una versión italo-francesa a dúo con la cantante francesa Cerena. Existen también una versión en alemán (Laura ist fort) cantada por Oliver Lukas, un merengue de Fernando Villalona, la versión griega (Skepsou kala) interpretada por Nektarios Sfyrakis y la versión holandesa (Voor altijd) interpretada por Wim Soutaer.